# Beaverita-(Cu)
La beaverita-(Cu) és un mineral de la classe dels sulfats, que pertany al grup de l'alunita. Rep el seu nom del comtat de Beaver, a Utah, Estats Units, on va ser descoberta. Originalment era coneguda com a beaverita, sense el sufix que indica que hi predomina el coure.

## Característiques
La beaverita-(Cu) és un sulfat de fórmula química Pb(Fe3+
2Cu)(SO₄)₂(OH)₆. Cristal·litza en el sistema trigonal. La seva duresa a l'escala de Mohs es troba entre 3,5 i 4,5. Es pot distingir de la plumbojarosita només mitjançant una precisa determinació de la proporció Fe:Cu. Altres membres de ferro de la família de l'alunita són molt similars visualment.
Segons la classificació de Nickel-Strunz, la beaverita-(Cu) pertany a «07.BC: sulfats (selenats, etc.), amb anions addicionals, sense H₂O, amb cations de mida mitjana i gran», juntament amb els minerals següents: d'ansita, alunita, amonioalunita, amoniojarosita, argentojarosita, dorallcharita, huangita, hidroniojarosita, jarosita, natroalunita-2c, natroalunita, natrojarosita, osarizawaïta, plumbojarosita, schlossmacherita, walthierita, beaverita-(Zn), ye'elimita, atlasovita, nabokoïta, clorotionita, euclorina, fedotovita, kamchatkita, piypita, klyuchevskita, alumoklyuchevskita, caledonita, wherryita, mammothita, linarita, schmiederita, munakataïta, chenita, krivovichevita i anhidrocaïnita.

## Formació i jaciments
Va ser descoberta a la mina Horn Silver, situada a la localitat de Frisco, a dins del comtat de Beaver (Utah, Estats Units). Ha estat descrita en prop d'un centenar de jaciments d'arreu del planeta, tret de l'Antàrtida. Als territoris de parla catalana ha estat trobada únicament a la mina Bessó, a Ulldemolins (Priorat, Tarragona).